# Yorkshire Wolds Way

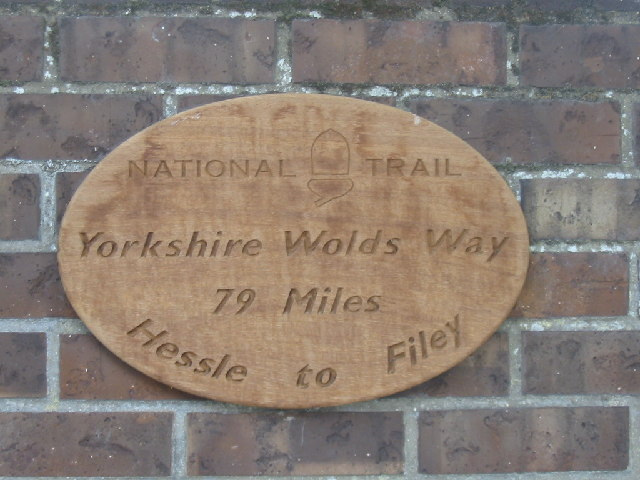

De Yorkshire Wolds Way is een langeafstandswandelpad (National Trail) in Engeland. Het pad is 127 kilometer lang en loopt langs het heuvelachtige gebied Yorkshire Wolds. Het loopt van Hessle naar Filey.